# Koscsó Lajos
Koscsó Lajos Sándor (Encs, 1952. december 15. –) magyar igazgatásszervező, politikus, országgyűlési képviselő. A Göttlich Bowling Sportegyesület elnöke. A Borsod-Abaúj-Zemplén Megyei Kereskedelmi és Iparkamara tagja.

## Életpályája

### Iskolái
Az általános iskolát szülővárosában járta ki. A középiskolát Miskolcon végezte; 1971-ben érettségizett a Berzeviczy Gergely Kereskedelmi és Vendéglátó-ipari Szakközépiskolában. 1974–1977 között Tanácsakadémiát végzett. 1980–1982 között az Államigazgatási Főiskola hallgatója volt.

### Pályafutása
1971–1973 között a miskolci Utasellátónál üzemeltetési előadó volt. 1982–1991 között igazgatási és szervezési osztályvezetőként tevékenykedett. 1991-ben vendéglátással, kis- és nagykereskedéssel foglalkozó betéti társaságot alapított, Konako néven.

### Politikai pályafutása
1973–1991 között a leninvárosi tanácsnál, illetve polgármesteri hivatalnál dolgozott; főelőadó, csoportvezető, végül osztályvezető beosztásban. 1979–1989 között az MSZMP tagja volt. 1989-től az MSZP tagja. 1989–2000 között, valamint 2003-tól az MSZP országos választmányi tagja. 1990–2006 között önkormányzati képviselő volt. 1992–1993 között az MSZP Borsod megyei elnöke volt. 1994–1998 között, valamint 2006–2010 között országgyűlési képviselő (Borsod-Abaúj-Zemplén megye) volt. 1994–1998 között az Alkotmányügyi, törvényelőkészító, igazságügyi és ügyrendi bizottság tagja volt. 1994–2006 között Tiszaújváros alpolgármestere volt. 1997–2000 között tiszaújvárosi körzeti elnök volt. 1998-ban képviselőjelölt volt. 1998-ban és 2002-ben polgármesterjelölt volt. 2001 óta az MSZP Borsod megyei elnökségi tagja, 2007-től alelnöke. 2002–2007 között a Borsod-Abaúj-Zemplén Megyei Közgyűlés tagja; a területfejlesztési és környezetvédelmi bizottság elnöke volt. 2006–2010 között Tiszaújváros polgármestere volt. 2006 óta a Tiszaújvársi Kistérségi Társulás elnöke. 2006–2010 között a Sport- és turisztikai bizottság tagja volt. 2007–2010 között az Egészségturizmus albizottság, valamint a Vendéglátás albizottság tagja volt.

## Családja
Szülei: Koscsó Lajos (1929–1976) és Kovács Anna (1931-?) voltak. 1972-ben házasságot kötött Nagy Katalinnal. Egy lányuk született: Adrienne (1973–).

## Díjai
- Magyar Ezüst Érdemkereszt (2003)[4]